# Halsa (Nordland)
Halsa est une localité du comté de Nordland, en Norvège.

## Géographie
Administrativement, Halsa fait partie de la kommune de Meløy.